# 岡田陽助
岡田 陽助（おかだ ようすけ、1959年9月25日 - ）は、日本のギタリスト・作曲家である。元近田春夫&ビブラトーンズ、元ビブラストーン、そしてMEN'S 5のギタリストとして知られる。MEN'S 5では、今田 太郎（こんだ たろう）と名乗る。

## 人物・来歴
1959年（昭和34年）9月25日、東京都に生まれる。
1979年（昭和54年）、窪田晴男、福岡ユタカらと人種熱を結成する。1981年（昭和56年）、人種熱が発展的に解消し、近田春夫&ビブラトーンズとなる。翌1982年（昭和57年）、近田春夫がプロデュースした平山みきのアルバム『鬼ヶ島』（Invitation）に楽曲提供する。1984年（昭和59年）1月、ビブラトーンズは解散する。
1986年（昭和61年）、元ジューシィ・フルーツのベーシスト沖山優司のソロアルバム『HAKONIWA』（ソリッドレコード）のレコーディングに参加する。
1988年（昭和63年）、近田春夫&ビブラストーン（のちのビブラストーン）の結成に参加する。翌1989年（平成元年）、ビブラストーンのテナー・サクソフォーン奏者の佐藤公彦（淡谷三治）らとコミックバンド「MEN'S 5」を結成、今田太郎と名乗る。1993年（平成5年）、電気グルーヴのアルバム『FLASH PAPA MENTHOL』（キューンレコード）のレコーディングに参加する。ビブラストーンは1996年（平成8年）、活動を停止した。
2014年（平成26年）、MEN'S 5は結成25周年を迎えた。

## ディスコグラフィ

### おもな楽曲提供
- 平山みき『蜃気楼の街』『電子レンジ』 （いずれも作詞近田春夫、編曲窪田晴男） - アルバム『鬼ヶ島』（1982年）
- 桐島かれん『私は私』 （作詞桐島かれん） - アルバム『ディスコ桐島』（1991年）
- ビブラストーン『TVドラマはすべて現実?』 （作詞作曲佐藤公彦・岡田陽助） - シングル （1993年）
- 和久井映見『愛しさのある場所』 （作詞戸沢暢美） - アルバム『愛しさのある場所』（1994年）
- MEN'S 5『“ヘーコキ”ましたね』（作詞淡谷三治、作曲淡谷 'n 太郎 盆帆） - シングル（1994年）
- 副編ブラザーズ『アニメ雑誌の編集は3日やったらやめられない』 （作詞小林治） - シングル （1995年）